# Wigwag

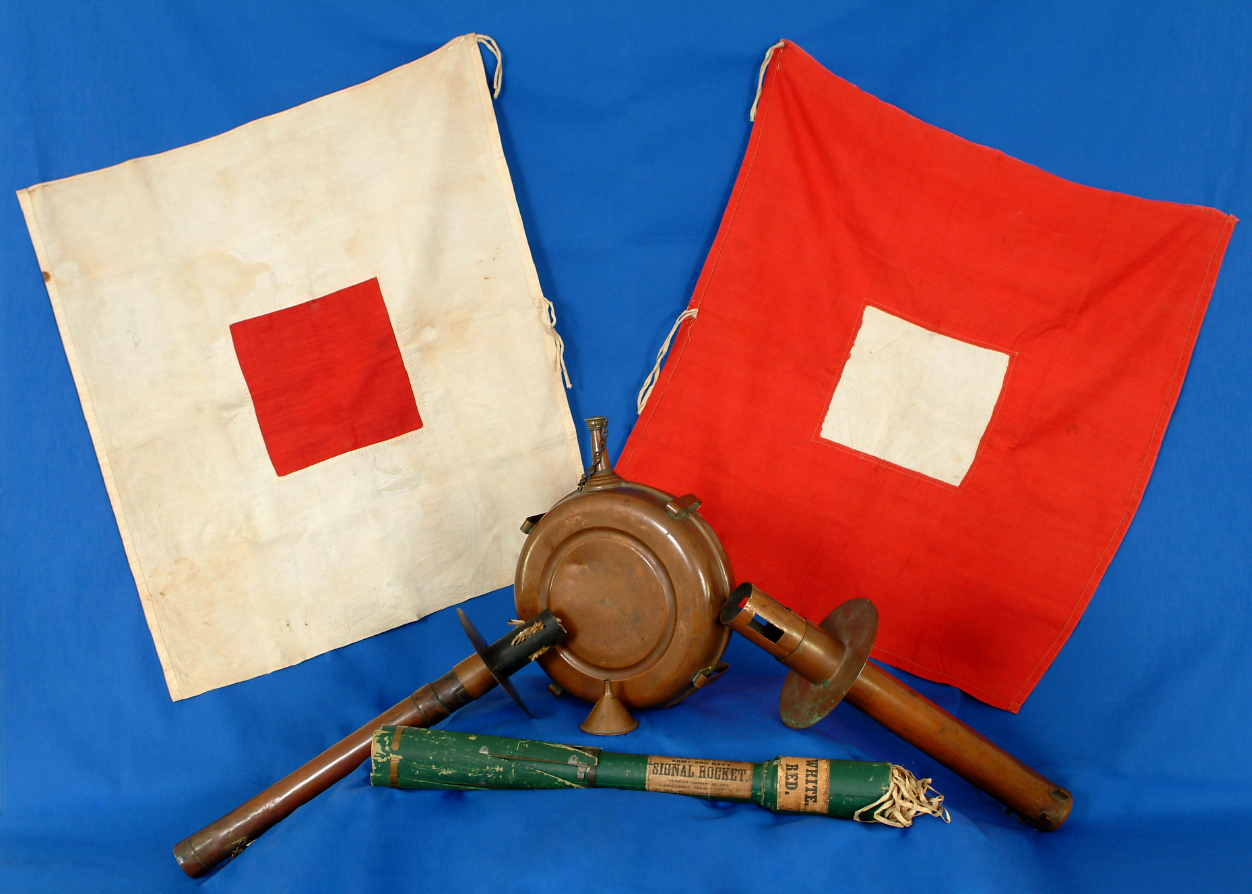
Wigwag-Winkerflaggen und Winkerfackeln aus dem Sezessionskrieg (Foto 2010)

Wigwag (geschrieben auch: Wig Wag), offizielle Bezeichnung auch aerial telegraphy (deutsch „Lufttelegrafie“), war ein System der optischen Telegrafie. Es wurde im amerikanischen Sezessionskrieg (1861–1865) von Einheiten der Nordstaaten und der Südstaaten verwendet, um über Sichtweite Nachrichten auszutauschen.
Im Gegensatz zu anderen Winkeralphabeten, bei denen ein Signalgast zwei Flaggen verwendet und jeder einzelne Buchstabe durch die Stellung der beiden Flaggen symbolisiert wird, kommt Wigwag mit nur einer einzigen Flagge aus und ein Buchstabe wird durch die Bewegung derselben angezeigt. Bei Dunkelheit wird anstelle der Flagge eine Fackel benutzt, wobei ein zusätzliches festes Licht am Fußpunkt als Referenz dient.

## Geschichte
Entwickelt wurde diese Methode von Albert Myer (1828–1880), Chirurg und Offizier des Unionsheers. Als Arzt hatte er bereits ein Kommunikationssystem für Hörgeschädigte entwickelt und während der 1850er-Jahre, also ebenfalls noch vor Ausbruch des Bürgerkriegs, als er bei der US‑Army in Texas diente, entwickelte er das von ihm als Flaggentelegrafie bezeichnete System. Im Jahr 1860 wurde es für den Einsatz genehmigt und 1861 offiziell eingeführt. Aufgrund der charakteristischen Bewegungen und den damit verbundenen Geräuschen, erhielt sein Winkeralphabet schnell den lautmalerischen Namen Wigwag, unter dem es populär wurde. Praktisch gleichzeitig übernahmen auch die Südstaaten dieses System.
Je nach zu überbrückender Entfernung und Sichtbedingungen kamen unterschiedlich große Flaggen zum Einsatz. Die Standardgröße hatte vier Fuß (etwa 1,2 m) Kantenlänge. Die größten Flaggen hatten eine Kantenlänge von sechs Fuß (knapp 2 m) und wurden mithilfe eines rund 5 m langen Pfahls geschwenkt.

## Wigwag-Code

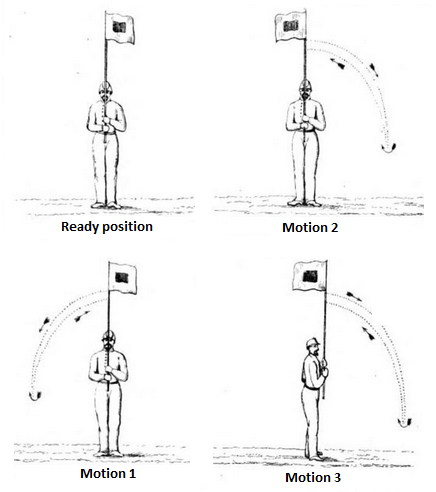
Die drei Bewegungen bei Wigwag (1866)

Wie auch bei anderen Telegrafencodes gibt es Grundelemente, aus denen Buchstaben, Ziffern und andere Zeichen zusammengesetzt werden. Bei Wigwag sind es drei elementare Bewegungen, die mit der Flagge ausgeführt werden, wobei alle mit der Grundstellung beginnen, bei der die Flagge senkrecht über dem Kopf in der Ready position („bereit“) gehalten wird (Bild).
- Bewegung 1: Die Flagge wird nach rechts bewegt und wieder zurück.
- Bewegung 2: Die Flagge wird nach links bewegt und wieder zurück.
- Bewegung 3: Die Flagge wird nach vorn bewegt und wieder zurück.

Mithilfe dieser drei Elemente lassen sich die 26 Großbuchstaben des lateinischen Alphabets wie folgt codieren:
```
112 121 211 212 221 122 123 312 213 232 323 231 132
 A   B   C   D   E   F   G   H   I   J   K   L   M
```

```
322 223 313 131 331 332 133 233 222 311 321 111 113
 N   O   P   Q   R   S   T   U   V   W   X   Y   Z
```

Wird beispielsweise eine Flaggenbewegung nach dem Muster 311–213–323–213–313–221–212–213–112 beobachtet, so hätte das Gegenüber WIKIPEDIA signalisiert.
Der oben dargestellte Code galt nicht einheitlich und auch nicht für alle Zeiten. Aus Sicherheitsgründen wechselten beide Seiten (Union und Konföderierte) die Zuordnungen, um dem Gegner das „Mitlesen“ zu erschweren.
Zusätzlich ist es möglich, sensible Nachrichten zu verschlüsseln. Während des Sezessionskrieges nutzten beide Seiten hierzu Codebücher oder Chiffrierscheiben.

## General Service Code
Es gab eine Variante, die als General Service Code von 1872 bekannt wurde. Dieser nutzte die Bewegung 3 als Buchstabentrenner und verwendete, ähnlich wie der Morsecode, unterschiedlich lange Elementfolgen für die einzelnen Buchstaben, abhängig von deren Auftretenshäufigkeit:
```
 22 2112 121 222 12 2221 2211 122 1 1122 2121 221 1221
  A   B   C   D   E   F    G   H  I   J    K   L    M
```

```
 11 21 1212 1211 211 212 2 112 1222 1121 2122 111 2222
  N  O   P    Q   R   S  T  U    V    W    X   Y    Z
```

## Variante
Als weitere Variante ist auch die direkte Verwendung des Morsealphabets denkbar, wobei ein „Morsepunkt“ ( · ) mithilfe der Bewegung 1 und ein „Strich“ ( – ) durch Bewegung 2 symbolisiert wird.